# Level Up Project!
Level Up Project! (hangul: 레벨 업 프로젝트!) é um show de variedades estrelado pelo grupo sul-coreano Red Velvet.

## Sinopse
Os membros visitam diferentes partes do mundo entre as promoções.

## Elenco
- Primeira temporada: Irene, Seulgi, Wendy e Yeri
- Segunda temporada: Irene, Seulgi, Wendy, Joy e Yeri
- Terceira temporada: Irene, Seulgi, Wendy, Joy e Yeri

## Temporadas
| Temporada | Data de transmissão                  | Episódios | Localização | Ref   |
| --------- | ------------------------------------ | --------- | ----------- | ----- |
| 1         | 21 de julho a 10 de setembro de 2017 | 23        | Bangkok     | [ 2 ] |
| 2         | 8 de janeiro a 17 de março de 2018   | 60        | Yeosu       | [ 3 ] |
| 3         | 3 de agosto a 15 de outubro de 2018  | 40        | Eslovênia   | [ 4 ] |

## Emissoras de transmissão

### Coreia
- Oksusu[5]
- KBS Joy (Temporada 1)[6]
- XtvN (Temporada 2)[7]
- JTBC4 (Temporada 3)[8]

### Tailândia
- True ID[5]